# إيرل هوارد
إيرل هوارد (بالإنجليزية: Earle Howard)‏ هو سياسي أمريكي، ولد في 6 سبتمبر 1926، وتوفي في 15 فبراير 2013. انتخب عضو مجلس نواب إنديانا.